# Tutto può accadere (film 1991)
Tutto può accadere (Career Opportunities) è un film del 1991, scritto e coprodotto da John Hughes e diretto da Bryan Gordon.
Le riprese del film si svolsero dal 13 novembre 1989 al 12 gennaio 1990.

## Trama
Jim è considerato un megalomane, infatti viene deriso dai coetanei e chiamato "il cazzaro", perché inventa a raffica storie assurde a cui nessuno dà credito. Sogna una vita meravigliosa ma sa di non avere i numeri per avere successo: è infatti imbranato e fannullone e, dopo l'ennesimo licenziamento, suo padre riesce a farlo assumere come addetto alle pulizie presso un grande magazzino commerciale della società Target Corporation.
Una sera, Jim scopre di dover lavorare di notte, chiuso dal proprietario all'interno del magazzino. Questa sarà la notte che gli cambierà la vita. Jim scopre che anche un'altra persona è rimasta all'interno del negozio, Josie, una ragazza molto bella, ricca, viziata e svampita ma che viene picchiata spesso dal padre, che si è addormentata in un camerino di prova dopo l'ennesimo pomeriggio passato a rubacchiare per combattere la noia.
Superato l'iniziale imbarazzo e la reciproca diffidenza, i due passano alcune ore spensierate a correre, giocare, scherzare e persino pattinare tra i corridoi dell'immensa struttura. Nasce così tra loro una certa intesa destinata a sfociare prima in complicità e poi in sentimento. Nel cuore della notte, però, due trucidi e improbabili ladruncoli riescono a intrufolarsi nel magazzino con l'intenzione di fare man bassa di merce costosa. Per Josie (col suo fascino travolgente) e per Jim (con le sue trovate strampalate ma geniali) sarà un gioco da ragazzi prendere in giro i due ingenui ladri e farli ritrovare legati l'indomani mattina dallo sceriffo della cittadina.
I due giovani, ormai innamorati l'uno dell'altra, malgrado le abissali differenze di ceto sociale e di livello culturale, scappano insieme dalla città a bordo di un'auto lussuosa. Li attende una vita comoda e spensierata, tutta da bere, comodamente seduti a bordo piscina, intenti a prendere il sole, contemplando le colline di Hollywood. Finalmente lo sfortunato e deriso Jim ottiene la sua giusta rivalsa nei confronti della vita: da "nullità" qualunque di provincia a ragazzo "in carriera" grazie alla fidanzata ricca e irresistibile.

## Distribuzione

### Data di uscita
Il film è stato proiettato nelle sale statunitensi il 29 marzo 1991. In Italia uscì in sala il 29 maggio 1992.

## Accoglienza

### Incassi
Il film si rivelò una delusione al botteghino, guadagnando 11336986 US$ nel mercato nordamericano.

### Critica
John Hughes si disse parecchio scontento della pellicola, che definì senza mezzi termini «una delusione», a causa del fatto di non avervi disposto, a differenza di tutti i suoi altri film, del suo «abituale controllo creativo». Hughes, infatti, asserì che la produzione ignorò qualunque sua indicazione o suggerimento durante la lavorazione, risultando così in un'opera a sua stessa detta «scadente e volgare», tanto da spingerlo a chiedere alla Universal Pictures di rimuovere il suo nome dai titoli di testa.
Ciò però non avvenne in virtù del travolgente successo riscosso l'anno prima da Mamma, ho perso l'aereo (scritto e prodotto dallo stesso Hughes), di cui la Universal contava infatti di sfruttarne il richiamo commerciale per mezzo del nome del suo autore; come ebbe a dire egli stesso: «Di colpo sono diventato una merce. Se non fosse uscito Mamma, ho perso l'aereo il mio nome in Tutto può accadere non ci sarebbe stato nemmeno per un istante.»
Sull'aggregatore di recensioni Rotten Tomatoes ha un indice di gradimento del 38%, con un voto medio di 4.8 su 10, basato su 16 recensioni. Sul sito Metacritic ha un punteggio di 41 su 100, basato su 14 recensioni.